# Rânes

Rânes este o comună în departamentul Orne, Franța. În 1 ianuarie 2022 avea o populație de 1.042 de locuitori.